# Steeve Sassene
Steeve Sassene, alias Evindi, är en diktare och rappare från Kamerun.
Artistnamnet Evindi betyder "svart" på ewondospråket. Han är en rappare som har spelat tillsammans med gruppen Negrissim från Yaoundé, Kameruns huvudstad. Med Sadrak och Sundjah från Negrissim började Evindi i december 2001 en resa genom Västafrika för att berätta på rappares vis om sin vandring och sina upplevelser.